# 려호역
려호역(呂湖驛)은 조선민주주의인민공화국 함경남도 락원군에 위치한 평라선의 역이다.

## 연혁
- 1923년 9월 25일: 영업 개시[1]
- 일자 불명: 평라선으로 편입